# 平行線公準

内角αとβの角度の和が180°未満であれば、二つの直線は無限に伸ばせば同じ側で交わる。

平行線公準（へいこうせんこうじゅん）とは、ユークリッド幾何学における特色のある公準である。平行線公理、ユークリッド原論における5番目の公準であったことから、ユークリッド（エウクレイデス）の第5公準（公理）とも呼ばれている。これは2次元幾何学において次のようなことを述べている。

1つの線分が2つの直線に交わり、同じ側の内角の和が2直角より小さいならば、この2つの直線は限りなく延長されると、2直角より小さい角のある側において交わる。

ユークリッド幾何学は平行線公準を含む全てのユークリッドの公準を満たすような幾何学を研究するものである。平行線公準が成立しない幾何学は非ユークリッド幾何学と呼ばれる。平行線公準から独立した幾何学（つまり、ユークリッド公準のうち、最初の4つの公準しか仮定しない幾何学）を絶対幾何学（もしくは中立幾何学）と呼ぶ。

## 論理的に同値な性質
ユークリッドの平行線公準の最もよく知られている形は、名前をスコットランドの数学者ジョン・プレイフェアに由来するプレイフェアの公理であろう。これは次のようなものである。

平面上に直線と、直線上に存在しない点が与えられたとき、点を通り直線に平行な直線は与えられた平面上に高々1本しか引くことができない。

平行線公準とプレイフェアの公理は一般的に同値というわけではない。幾何学の中には、この二つのうち、片方が真でもう片方が偽となるものがあるからである。しかし、ユークリッド幾何学の他の4つの公準と二つのうちの片方を使えばもう片方を証明することができるため、絶対幾何学においてはこの二つは同値である。
他にも多くの平行線公準と同値な命題が提唱された。そのうちのいくつかは一見すると平行線とは関係ないように見える命題であり、またいくつかは平行線公準をユークリッドの他の公準から示したとする証明の中で、自明であるとして無意識に仮定されていた命題であった。以下はこれらの概要である。
1. 平面上に直線と、直線上に存在しない点が与えられたとき、点を通り直線に平行な直線は与えられた平面に高々1本しか引くことができない（プレイフェアの公理）。
2. 全ての三角形の内角の和は180°である。
3. 内角の和が180°である三角形が存在する。
4. 全ての三角形において、角度の合計は等しい。
5. 相似であるが合同ではない三角形の組が存在する。
6. すべての三角形に外接円がひける。
7. 四角形の3つの角度が直角であれば、残りの1つも直角である。
8. すべての角度が直角の四角形が存在する。
9. 互いの距離が常に変わらない直線の組が存在する。
10. 同じ直線と平行である2本の直線は、互いに平行である。
11. 直角三角形において斜辺の平方は他の辺の平方の和に等しい（ピタゴラスの定理）[3][4]。
12. 三角形の面積には上限がない（ウォリスの公理）[5]。
13. サッケーリの四角形（英語版）の頂点の角度は90°である。
14. ある直線が2本の平行線のうち片方と交わり、直線が2本の平行線と同一の平面上にあるとき、平行線のもう片方とも交わる（プロクロスの公理）[6]。

## 「平行」の定義について
しかしながら、「平行である」という定義として、代表的な3つ「等距離に離れている」、「決して交わらない」、「第3の直線と同じ角度で交わる」のうちのどれを使用するか、その理由を説明することは簡単なことではない。なぜなら、この3つが同値であるというのは、平行線公準に依存しているからである。例えば、プレイフェアの公理における「平行」を、「等距離に離れている」という意味で使えば、これはもはや平行線公準と同値ではなく、残りの4公準から証明が可能となる（「高々1本しか引くことができない」ということは、そのような線がなくてもよいのである）。しかしながら、平行線が互いに交わらない線分であると定義すれば、プレイフェアの公理は平行線公準と同値であるし、他の4公準から論理的に独立している。
ただし最初と最後のものは長さや角度を測ったりする操作が含まれ、そのぶん真ん中の性質よりは複雑になっている。そこで、真ん中の性質「決して交わらない」をユークリッド空間における平行性の定義に採用するのが普通である。そしてほかのふたつの性質は平行線の公理からの帰結ということになる。

## 歴史

ランベルトの四角形

サッケーリの四角形。上から直角、鈍角仮定、鋭角仮定の場合。

2000年もの間、平行線公準をユークリッドの他の4公準から証明するという試みが多数行われてきた。この証明が特に求められたのは、平行線公準が他の4公準とは違い、自明ではなかったことが大きな理由である。もしユークリッド原論における公準の記述順に意味があるとするならば、ユークリッドが平行線公準を公準に追加したのは、それを証明することができない、あるいはそれなしで先に進むことができないことに気付いたが故に他ならないことを意味している。4公準から第5公準を証明する試みが多く行われ、間違いが発見されるまでそれが正しい証明であると受け入れられてきた。証明において間違いを犯してしまった理由は、常に第5公準と同値の命題（プレイフェアの公理）を「明らかに」正しいものと仮定していたことに起因している。このことは5世紀のギリシャの哲学者プロクロスの時代から知られていたことではあるが、1795年、ジョン・プレイフェアがユークリッドに関する有名な解説書を著し、その中でユークリッドの第5公準を自身の公理と置き換えるよう提案した。このことで後にプレイフェアの公理として知られるようになった。
ギリシャの哲学者プロクロス (410-485) は、ユークリッド原論に関する解説書を著し、4公準から第5公準を導こうとした試みについて解説を行い、特にクラウディオス・プトレマイオスが間違った証明を行なっていることに言及している。その上で、プロクロスは続けて自らも間違った証明を与えている。しかし、第5公準と同値の命題を発見している。
アラビア数学者のイブン・アル・ハイサム (965-1039) は背理法を用いた平行線公準の証明を試みた。その過程で、彼は幾何学に運動と変換の概念を導入した。彼はランベルトの四角形を定式化し（この名前は18世紀の数学者ヨハン・ハインリッヒ・ランベルトにちなむ。ボリス・アブラモヴィッチ・ローゼンフェルドは、これを「イブン・アル・ハイサム＝ランベルトの四角形」と呼んだ）、その証明しようと試みた過程にはランベルトの四角形やプレイフェアの公理に類似した考え方が含まれている。
ペルシアの学者ウマル・ハイヤーム (1050-1123) は、別の命題から第5公準を証明しようと試みた。その命題とは「哲学者（アリストテレス）による基本的原則」の5つの公理のうちの4番目に基づくものである。彼の使った命題は双曲幾何学の可能性を排除するものであったが、結果として楕円幾何学と双曲幾何学に関する初期の結果をいくつか得ている。サッケーリの四角形もまた、最初に考えたのはハイヤームであり、11世紀後半の書籍Explanations of the Difficulties in the Postulates of Euclid（ユークリッド公準の困難性に関する解説）第1巻に書かれている。ハイヤームは前後の時代のユークリッド幾何の研究者（ジョヴァンニ・ジェローラモ・サッケーリも含む）とは異なり、平行線公準そのものを証明しようとしたのではなく、先述の（「哲学者による基本的原則」から作った）命題から導こうとした。彼はユークリッドの第5公準を仮定しないことで次の3つの可能性が生じると考えた。すなわち、一本の直線に対する2本の垂線を考え、これらが別の直線と交わっているとする。2番目の直線をうまく選べば、2本組の垂線によってできる内角を等しくすることができる（その場合、1番目の直線と平行になる）。この等しい内角が直角であれば、ユークリッドの第5公準を得るが、もし直角でなければ、それは鋭角もしくは鈍角となる。彼は鋭角や鈍角となる場合は自身の命題を使うことにより矛盾が生じることを示したが、しかし現在、彼の命題は第5公準と同値であることがわかっている。
ナスィールッディーン・トゥースィー (1201-1274) は彼の著書Al-risala al-shafiya'an al-shakk fi'l-khutut al-mutawaziya（平行線に関する疑惑を取り除く議論、1250年）において、平行線公準や、1世紀前のハイヤームの完成しなかった証明について詳細に述べている。ナスィールッディーンは平行線公準の否定から証明を導こうとした。彼はまた現在でいう楕円幾何学や双曲幾何学についても考察をしていたが、しかし彼自身はそれらを無視している。
ナスィールッディーンの息子のサドルッディーン（"Pseudo-Tusi"としても知られる、日本語では偽トゥースィーの意）は1298年、父親の考えを基本とした書籍を著し、これは非ユークリッド的な、平行線公準と同値な仮説についての最も初期の議論を引き起こすこととなった。「彼はユークリッド幾何学における公理や仮定、またユークリッド原論に載っている多くの定理の証明を根本的に見直した」。彼の研究結果は1594年にローマで出版され、ヨーロッパの幾何学者らによって詳しく研究された。そして、これがサッケーリの研究の発端となるのである。それは、サドルッディーンやジョン・ウォリスの研究を真っ向から否定するものであった。
ジョルダーノ・ヴィターレ (1633-1711) は自身の著書Euclide restituo（1680年、1686年）の中で、クリストファー・クラヴィウスが与えた平行線公準の証明は、ある直線と等距離にある曲線はそれ自体が直線であるという前提に依存していると指摘した。そこで、サッケーリの四角形において、上辺CD上に3つの点をとり、底辺ABに下ろした垂線がすべて同じ長さであれば、ABとCDは等距離であるということを示した。これは過去600年間の中で、平行線公準に対する理解が真に進んだ初の成果である。

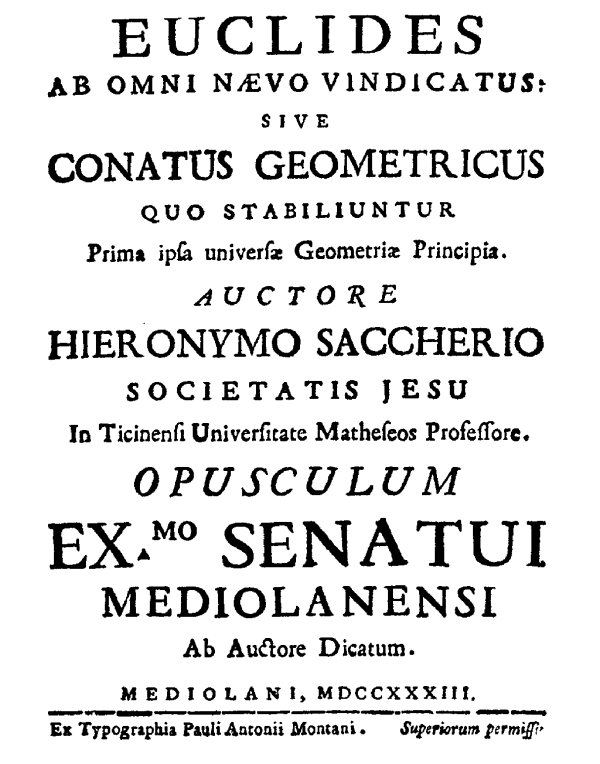
サッケーリ「あらゆる汚点から清められたユークリッド」（1733年）

イタリアのイエズス会士ジョヴァンニ・ジェローラモ・サッケーリ (1667-1733) は第5公準の否定から矛盾を導き出そうと試みた。彼は、サッケーリの四角形において平行線公準を用いずに角Cと角Dが直角であれば、4公準から平行線公準を導くことができると考えた。角Cと角Dが同じ角度であると証明することは容易であったが、それが直角であることを証明することは困難であった。そこでサッケーリは背理法を用い、角Cと角Dが直角でない場合を考え、矛盾を導き出そうと試みた。鈍角の場合、直線は有限であるという結論を得たので、これはユークリッドの第2公準に反するとして、サッケーリはこの可能性については排除した。しかし現在、第2公準と第5公準を否定した幾何学としては例えば楕円幾何学が知られている。鋭角の場合についてサッケーリは有効な反論をすることができず、「鋭角の仮定は絶対に間違っている、なぜならそれは直線の性質に矛盾しているからだ」という表現に留めている。
1766年、ヨハン・ハインリッヒ・ランベルトは出版こそしなかったが、Theorie der Parallellinien（平行線の理論）を著し、サッケーリのように第5公準の証明を試みた。彼は今日ランベルトの四角形と呼ばれる、3つの直角を持つ図形を使い（これは言うなればサッケーリの四角形の性質を半分だけ持っている）研究を行った。彼はサッケーリやハイヤームのように鈍角の場合についてはすぐに排除し、鋭角仮定のもとで多くの定理を導いた。サッケーリとは異なり、彼は鋭角仮定のもとで矛盾が生じたと感じることはなかった。彼は三角形の面積が減少するに連れて三角形の内角の和が増加するという非ユークリッド幾何の結果を証明し、このことで半径が虚数の球面上の幾何という考えに思いを巡らせることとなったが、しかし彼はこれ以上のこの考えを追求しなかった。
ハイヤームやサッケーリが平行線公準を証明するために鋭角仮定や鈍角仮定といった別の可能性が誤りであるということを証明しようと試みたのに対し、19世紀に数学者たちはこれら別の可能性をむしろ発展させ、最終的に論理的に矛盾のない幾何学を発見した。1829年、ニコライ・ロバチェフスキーは無名のロシアの学術誌に鋭角仮定下の幾何学に関する記事を掲載する（1840年にまとめ直したものがドイツで出版されている）。1831年、ボーヤイ・ヤーノシュは彼の父ボーヤイ・ファルカシュの本の付録にて、やはり鋭角仮定下の幾何学を説明した。ボーヤイがロバチェフスキーと独立に理論を発展させたことには疑いがない。カール・フリードリヒ・ガウスも同様の問題を研究しており、1822年には手紙の中で非ユークリッド幾何学について言及しているものの、結果を公表しなかった。ガウスは友人であったファルカシュから息子ヤーノシュの結果について手紙で意見を求められた際、こう返答している。
「もし私がこの業績を称賛するわけにはいかないという言葉で始めれば、あなたは一瞬驚くことでしょう。しかし、そう言わざるをえないのです。これを称賛することは、私自身を称賛することになるのです。実際のところ、あなたのご子息がたどった道、導いた結論、全ての研究は、ここ30年から35年もの間、私の頭の中の一部分を占めていた考えとほぼ完全に一致するのです」

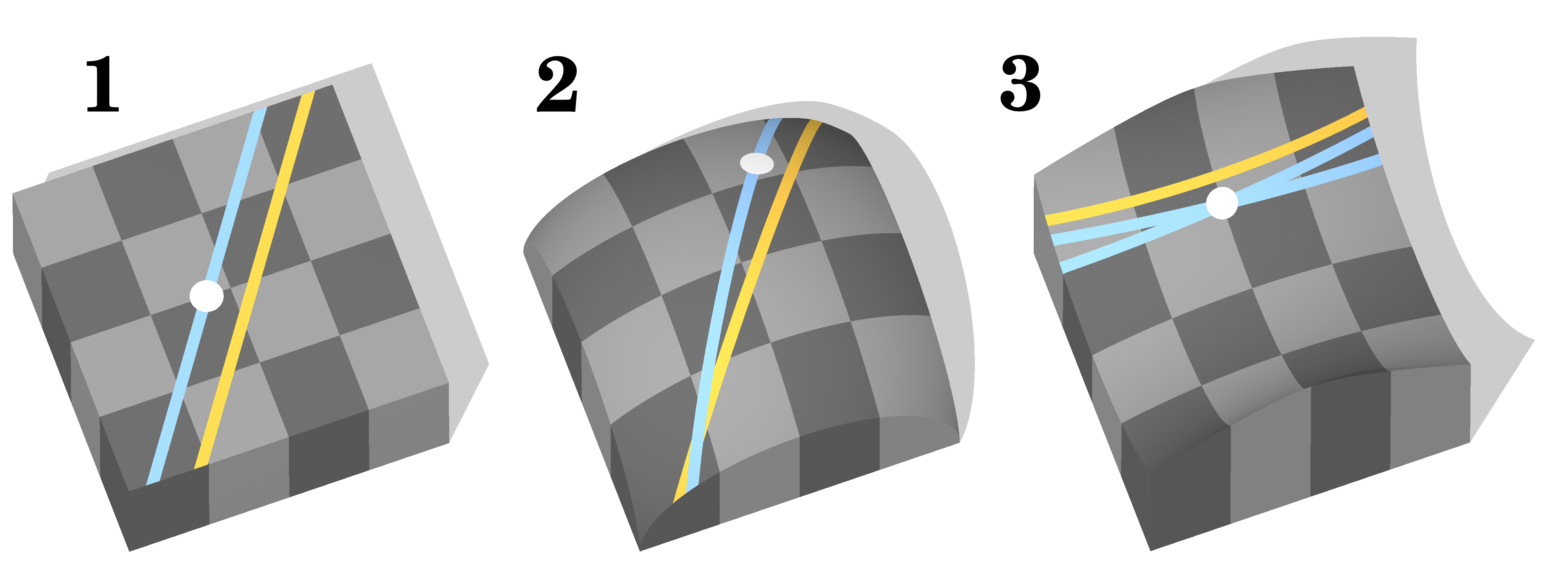
左からユークリッド幾何学、楕円幾何学、双曲幾何学。平行線公準はユークリッド幾何学のみにおいて成り立つ。

結果として得られた幾何学はニコライ・ロバチェフスキー、ベルンハルト・リーマン、そしてアンリ・ポアンカレによって双曲幾何学（鋭角の場合）と楕円幾何学（鈍角の場合）へと発展していった。平行線公準とユークリッドの他の公準が論理的に独立であることは、最終的には1868年、エウジェニオ・ベルトラミによって示された。

## 平行線公準の逆
ユークリッドは第5公準の逆を仮定しなかった。これはユークリッド幾何学と楕円幾何学を区別する一つの方法である。第5公準の逆は「1本の直線に2本の直線が交わってできる錯角が互いに等しければ、この2直線は互いに平行であろう」とする原論第1巻命題27の証明を含んでいる。オーガスタス・ド・モルガンが指摘したように、これは原論第1巻命題16と論理的に同値である。これらの結果は第5公準には依存しないが、楕円幾何学では否定されている第2公準を証明に使う必要がある。

## 批判
アルトゥル・ショーペンハウアーは平行線公準を論理的に証明しようとする試みを批判した。しかしながら、ショーペンハウアーの使った論法は、公準は知覚により明らかであるというものであって、他の公理から論理的に導かれた結論というわけではない。
詳細は、ショーペンハウアーの平行線公準を論理的に証明しようとする試みへの批判を参照。